# Alvin Ceccoli
Alvin Ceccoli (Sydney, 5 agosto 1974) è un ex calciatore australiano di origini sammarinesi .

## Carriera

### Club
Ceccoli ha iniziato la sua carriera professionistica all'età di 21 anni con la maglia dei Wollongong Wolves, club australiano di prima divisione. Con i Wolves rimane fino al 2002, un'esperienza che è fruttata 156 partite e 17 gol ed è stata interrotta solo da un breve trasferimento all'AEK Atene (4 gare, 1 rete).
In seguito ha giocato due anni nel Parramatta Power (54 gare e 2 reti) ed altri due con la maglia del Sydney FC (43 partite condite da due reti, una delle quali votata come gol della stagione 2005-2006).
Nel 2007 si è trasferito in Giappone, per riunirsi al tecnico che l'aveva guidato in precedenza, Pierre Littbarski.

### Nazionale
Ceccoli ha vestito 6 volte la maglia dei Socceroos realizzando anche una rete.

## Statistiche

### Cronologia presenze e reti in nazionale
| Cronologia completa delle presenze e delle reti in nazionale ― Australia | Cronologia completa delle presenze e delle reti in nazionale ― Australia | Cronologia completa delle presenze e delle reti in nazionale ― Australia | Cronologia completa delle presenze e delle reti in nazionale ― Australia | Cronologia completa delle presenze e delle reti in nazionale ― Australia | Cronologia completa delle presenze e delle reti in nazionale ― Australia | Cronologia completa delle presenze e delle reti in nazionale ― Australia | Cronologia completa delle presenze e delle reti in nazionale ― Australia |
| Data                                                                     | Città                                                                    | In casa                                                                  | Risultato                                                                | Ospiti                                                                   | Competizione                                                             | Reti                                                                     | Note                                                                     |
| ------------------------------------------------------------------------ | ------------------------------------------------------------------------ | ------------------------------------------------------------------------ | ------------------------------------------------------------------------ | ------------------------------------------------------------------------ | ------------------------------------------------------------------------ | ------------------------------------------------------------------------ | ------------------------------------------------------------------------ |
| 25-9-1998                                                                | Brisbane                                                                 | Australia                                                                | 3 – 1                                                                    | Figi                                                                     | Coppa d'Oceania 1998 - 1º turno                                          | -                                                                        |                                                                          |
| 28-9-1998                                                                | Brisbane                                                                 | Australia                                                                | 16 – 0                                                                   | Isole Cook                                                               | Coppa d'Oceania 1998 - 1º turno                                          | 1                                                                        |                                                                          |
| 2-10-1998                                                                | Brisbane                                                                 | Australia                                                                | 4 – 1                                                                    | Tahiti                                                                   | Coppa d'Oceania 1998 - Semifinale                                        | -                                                                        |                                                                          |
| 4-10-1998                                                                | Brisbane                                                                 | Australia                                                                | 0 – 1                                                                    | Nuova Zelanda                                                            | Coppa d'Oceania 1998 - Finale                                            | -                                                                        |                                                                          |
| 22-2-2006                                                                | Riffa                                                                    | Bahrein                                                                  | 1 – 3                                                                    | Australia                                                                | Qual. Coppa d'Asia 2007                                                  | -                                                                        |                                                                          |
| 16-8-2006                                                                | Sydney                                                                   | Australia                                                                | 2 – 0                                                                    | Kuwait                                                                   | Amichevole                                                               | -                                                                        |                                                                          |
| Totale                                                                   |                                                                          | Presenze                                                                 | 6                                                                        |                                                                          | Reti                                                                     | 1                                                                        |                                                                          |

## Riconoscimenti
- Sydney FC: Difensore dell'anno (2005-06)
- Sydney FC: Gol dell'anno (2005-06)